# La Route aux 4 chansons
Pistes de Les Copains d'abord
Le Mouton de Panurge Saturne
La Route aux 4 chansons, extraite de l'album Les Copains d'abord, sorti en 1964, est une chanson  de l'auteur-compositeur-interprète Georges Brassens.
La Route aux 4 chansons revisite quatre anciennes chansons populaires, comptant parmi les classiques de la chanson française.

## Contexte
La chanson Sur la route de Dijon évoque une belle, nommée Marjolaine, qui pleure près d'une fontaine, quant survint un bataillon... Il « parait que tout le bataillon, [...], La belle digue di, La belle digue don, Consola la Marjolaine, La digue dondaine ».
Le refrain de la chanson Sur le pont d'Avignon l'affirme : « Sur le pont d'Avignon, On y danse, on y danse, Sur le pont d'Avignon, On y danse tous en rond ».
Dans les prisons de Nantes évoque un prisonnier, demain devant être pendu, libéré par la fille du geôlier ; le condamné promet que s'il revient à Nantes, il l'épousera.
« Dans les jardins de mon père, Les lilas sont fleuris, [...], Tous les oiseaux du monde, Viennent y faire leurs nids /... Auprès de ma blonde, Qu'il fait bon, fait bon, fait bon, Auprès de ma blonde, Qu'il fait bon dormir ! », dit la chanson Auprès de ma blonde.

## La chanson
Le narrateur chemine sur la route de Dijon... Puis son périple le conduit sur le pont d'Avignon, avant d'être pensionnaire dans une prison à Nantes... Une route emplie de désillusions qui le ramène au foyer, où il ne souhaite plus qu'une chose : « dormir auprès de sa blonde »...
« J'ai pris la route de Dijon, Pour voir un peu la Marjolaine, [...], Qui pleurait près de la fontaine, [...], Elle m'a dit : " Tu viens, chéri ? Et si tu me payes un bon prix, Aux anges je t'emmène, [...], La Marjolaine pleurait surtout, Quand elle n'avait pas de sous, La Marjolaine de la chanson, Avait de plus nobles façons »
« J'ai passé le pont d'Avignon, Pour voir un peu les belles dames, Et les beaux messieurs tous en rond, Qui dansaient, dansaient, corps et âmes, Mais ils avaient changé de ton, [...], Et les belles dames m'ont dit ceci, "Étranger sauve toi d'ici, ou on donne l'alarme, Aux chiens et aux gendarmes", [...], Les belles dames de la chanson, Avaient de plus nobles façons »
« Je me suis fait faire prisonnier, Dans les vieilles prisons de Nantes, Pour voir la fille du geôlier, Qui paraît-il est avenante, Mais elle avait changé de ton, [...], "On dit que vous serez pendu, Aux matines sonnantes, Et j'en suis bien contente", [...], La geôlière de la chanson, Avait de plus nobles façons »
« [...], Vers mes pénates je revins, Pour dormir auprès de ma blonde, Mais elle avait changé de ton, Avec elle sous l'édredon, Il y avait du monde, Dormant près de ma blonde, [...], La peine était profonde, Le chagrin lâchait la bonde »
Et à l'infortuné de conclure : « Par bonheur, par consolation, Me sont restées les 4 chansons. »
(Georges Brassens) 

## Discographie
- 1964 : 33 tours 30 cm Philips 77894 L[5] : Les Copains d'abord
- 1965 : super 45 tours Philips 437042 BE[6] : Les Copains d'abord, La route au 4 chansons, Le 22 septembre, Le mouton de Panurge